# 小行星9563
小行星9563（英語：9563 Kitty）是一颗围绕太阳公转的小行星。1987年9月21日，愛德華·鮑威爾在可可尼诺县发现了此天体。
这颗小行星的绝对星等为150.81887等。